# Nông nghiệp thông minh
Nông nghiệp thông minh có thể hiểu là nền nông nghiệp ứng dụng công nghệ cao (cơ giới hóa, tự động hóa…); công nghệ sản xuất, bảo quản sản phẩm an toàn (hữu cơ, theo GAP…); công nghệ quản lý, nhận diện sản phẩm theo chuỗi giá trị… gắn với hệ thống trí tuệ nhân tạo (công nghệ thông tin).